# Vicki Baumová

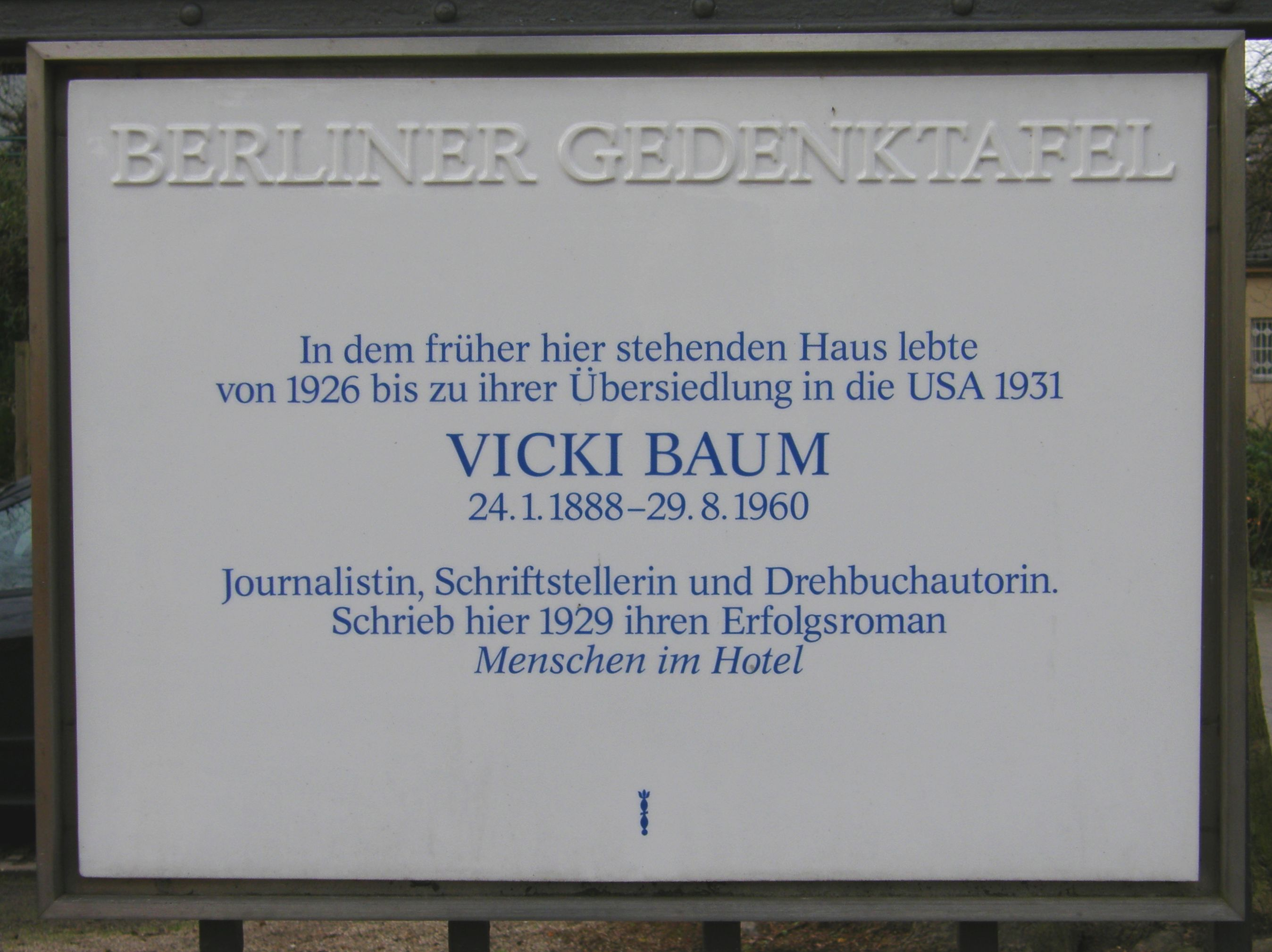
Pamětní deska věnovaná Vicki Baumové na ulici Koenigsallee 45 v Berlíně, odhalená byla dne 4.10.1989

Vicki Baumová (nepřechýleně Vicki Baum; 24. leden 1888, Vídeň – 29. srpen 1960, Hollywood, Kalifornie) byla původem rakouská harfenistka, scenáristka, novinářka a spisovatelka, řadící se k literárnímu hnutí Nová věcnost.

## Životopis
Narodila se původně jako Hedwig Baumová ve Vídni, vyrůstala jako jedináček v dobře situované židovské rodině, její otec Hermann si však přál mít syna, jenž se měl jmenovat Viktor, a tak se z Hedwigy stala Vicki. Nevyrůstala však v idylickém prostředí, otec, povoláním bankovní úředník, byl hrubián, který jí zakazoval dokonce i četbu, její matka Mathilde zase trpěla psychickými problémy, a tak jediné útočiště nalézala u svého dědečka. Měla hudební nadání. Na Vysoké škole múzických umění ve Vídni vystudovala hru na harfu.
Po prvním rozvodu, následném novém vztahu a s příchodem na svět dvou synů se ale přiklonila na stranu literatury. V letech 1926–1931 byla zaměstnána v berlínském nakladatelství Ullstein-Verlag, kde se redakčně starala o časopis Die Dame. Její první román Menschen im Hotel (česky jako Lidé v hotelu, 1933) z roku 1929 zaznamenal v daném období nebývalý úspěch. Dočkal se nejenom nejednoho divadelního uvedení, nýbrž i toho filmového roku 1932 v Hollywoodu (film Grand Hotel), v němž si zahrála např. i herečka Greta Garbo. Sama se na něm podílela jako scenáristka.

### Literární prototyp tzv. Nové ženy
Spadá typově do výmarského emancipačního ideálu, moderního kultu tzv. Nové ženy (německy Neue Frau), jež se již dokáže navzdory všem předchozím nesnázím prosaditi a realizovati v té do té doby ryze mužské společnosti a jež vede ke změně mužského nazírání na ženy. Je klasickou představitelkou výmarské dívčí literatury, v jejíž tvorbě rezonují specificky ženská témata (tzn. studium, potrat, mateřství, či manželství), avšak necílí primárně pouze a jenom na ženské publikum.

### Osobní život
V letech 1906–1910 byla provdána za rakouského spisovatele a novináře Maxe Presla. V roce 1916 se vdala podruhé, a to za dirigenta Richarda Lerta, jemuž také porodila posléze dva syny; v této době se již začíná ale více věnovati samotnému psaní nežli hudbě.
V 30. letech 20. století pobývala s rodinou převážně ve Spojených státech amerických, národní socialisté v Německu pálili na hranicích její knihy. V roce 1938 získala americké státní občanství. Od roku 1941 psala již anglicky. Na sklonku jejího života jí byla diagnostikována leukemie, o které zpočátku nikomu nic neřekla, onemocnění i před svojí rodinou tajila. Zemřela dne 29. srpna 1960 v Kalifornii.

## České překlady z němčiny
- Zlaté střevíčky: román primabaleríny (orig. "Die goldenen Schuhe"). 1. vyd. Praha: Mladá fronta, 1979. 339 S. Překlad: Klára Vachulová
- Velký výprodej (orig. "Der grosse Ausverkauf "). 1. vyd. Praha: Julius Albert, 1946. 229 S. Překlad: Pavel Janda
- Kariéra Dory Hartové. (orig. "Die Karriere der Doris Hart"). 1. vyd. V Praze: Jos. R. Vilímek, 1936. 334 S.
- Lidé v hotelu (orig. "Menschen im Hotel"). 1. vyd. V Praze: Sfinx, Bohumil Janda. 1933. 275 S. Překlad: František Kovárna
- Studující chemie Helena Willfüerová: román mladé dívky naší doby (orig. "Stud. chem. Helene Willfüer: Roman"). 1. vyd. Praha: Nakladatelství Plamja, 1931. 254 S. Překlad: Hynek Bruner